# كأس شي بيليفز 2022
كأس شي بيليفز 2022 (بالإنجليزية: SheBelieves Cup 2022) هي النسخة السابعة من بطولة كأس شي بيليفز الودية منذ انطلاقها عام 2016، عرفت هذه البطولة لأسباب تتعلق بالرعاية باسم كأس شي بيليفز 2022 مقدمة من فيزا وهي بطولة كرة قدم نسائية بدعوة خاصة، أقيمت في الولايات المتحدة. شاركت في البطولة فرق جمهورية التشيك، وأيسلندا، ونيوزيلندا، ومنتخب البلد المُضيفة الولايات المتحدة ، انطلقت في 17 فبراير وانتهت في 23 فبراير 2022. دافعت الولايات المتحدة عن لقبها، مُحققةً لقبها الثالث على التوالي والخامس في تاريخها. اختيرت كاتارينا ماكاريو كأفضل لاعبة في البطولة.

## نظام البطولة
لعبت الفرق الأربعة المدعوة بطولةً بنظام الدوري من دور واحد. وحُسبت النقاط في دور المجموعات على أساس ثلاث نقاط للفوز، ونقطة واحدة للتعادل، وصفر نقاط للخسارة. في حال تعادل فريقين في النقاط، تُطبق قواعد كسر التعادل بناءً على فارق الأهداف، والأهداف المسجلة، ونتيجة المواجهات المباشرة، ونسبة اللعب النظيف بناءً على عدد البطاقات الصفراء والحمراء.

## الملاعب
| كارسون (لوس أنجلوس)                   | فريسكو، تكساس (دالاس-فورت وورث) |
| ------------------------------------- | ------------------------------- |
| ديجنيتي هيلث سبورتس بارك              | ملعب تويوتا                     |
| السعة: 27,000                         | السعة: 20,500                   |
|                                       |                                 |
| كارسون فريسكوكأس شي بيليفز 2022 (USA) |                                 |

## الفرق
| الفريق           | تصنيف الفيفا (ديسبر 2021) |
| ---------------- | ------------------------- |
| الولايات المتحدة | 1                         |
| آيسلندا          | 16                        |
| نيوزيلندا        | 22                        |
| جمهورية التشيك   | 24                        |

## ترتيب المجموعة
| م      | الفريق               | لعب | ف | ت | خ | أ.له | أ.ع | أ.ف | نقاط |
| ------ | -------------------- | --- | - | - | - | ---- | --- | --- | ---- |
| الأول  | الولايات المتحدة (H) | 3   | 2 | 1 | 0 | 10   | 0   | +10 | 7    |
| الثاني | آيسلندا              | 3   | 2 | 0 | 1 | 3    | 6   | −3  | 6    |
| الثالث | جمهورية التشيك       | 3   | 0 | 2 | 1 | 1    | 2   | −1  | 2    |
| 4      | نيوزيلندا            | 3   | 0 | 1 | 2 | 0    | 6   | −6  | 1    |

## نتائج المباريات
| آيسلندا            | 1–0   | نيوزيلندا |
| ------------------ | ----- | --------- |
| - برينيارسدوتير 1' | تقرير |           |

| الولايات المتحدة | 0–0   | جمهورية التشيك |
| ---------------- | ----- | -------------- |
|                  | تقرير |                |

| الولايات المتحدة                                              | 5–0   | نيوزيلندا |
| ------------------------------------------------------------- | ----- | --------- |
| - مور 5' (ه.ذ.)، 6' (ه.ذ.)، 36' (ه.ذ.) - هاتش 51' - بيو 90+3' | تقرير |           |

| جمهورية التشيك | 1–2   | آيسلندا                       |
| -------------- | ----- | ----------------------------- |
| - كيروفا 85'   | تقرير | - أناسي 11' - ماغنوسدوتير 18' |

| نيوزيلندا | 0–0   | جمهورية التشيك |
| --------- | ----- | -------------- |
|           | تقرير |                |

| الولايات المتحدة                                 | 5–0   | آيسلندا |
| ------------------------------------------------ | ----- | ------- |
| - ماكاريو 37'، 45' - بيو 60'، 75' - ك. ميويس 88' | تقرير |         |

## جائزة فردية
بعد المباراة النهائية، منحت جائزة أفضل في البطولة، والتي سُميت بـ "أفضل لاعبة في كأس فيزا شي بيليفز" لأسباب تتعلق بالرعاية. رشحت لجنة اختيار مكونة من خمسة أعضاء، تضم ممثلين عن الدول الأربع المشاركة وشخصًا آخر، ت تسيت أربع لاعبات مرشحات للجائزة هن مهاجمة الولايات المتحدة كاتارينا ماكاريو وصوفيا سميث، ولاعبة خط الوسط الأيسلندية داني برينيارسدوتير، وحارسة مرمى جمهورية التشيك باربورا فوتيكوفا. صوّت المشجعون واللجنة لاختيار فائزة من قائمة حيث تم الاتفاق على اختيار اللاعبة كاتارينا ماكاريو جائزة أفضل لاعبة في البطولة.

## قائمة الهدافين
عدد الأهداف المُسجلة  14 هدفًا  في 6 مباراة، بمتوسط 2.33 هدفًا في المباراة الواحدة.
3 أهداف
- مالوري بيو

هدفان
- كاتارينا ماكاريو

هدف
- ميخايلا كيروفا
- ناتاشا أناسي
- داني برينيارسدوتير
- سيلما سول ماغنوسدوتير
- أشلي هاتش
- كريستين ميويس

3 أهداف في مرماه
- ميكايلا مور (جميعهم ضد الولايات المتحدة)

مصدر: 